# Малая Юкса (приток Большой Юксы)
Малая Юкса — река в Томской области России, левый приток Большой Юксы. Устье реки находится в 147 км от устья по левому берегу Большой Юксы. Протяжённость реки 33 км. На реке располагаются деревня Ольговка и урочища Большие Горшки и Малые Горшки.
Имеет левый приток — реку Чёрную.

## Данные водного реестра
По данным государственного водного реестра России относится к Верхнеобскому бассейновому округу, водохозяйственный участок реки — Чулым от водомерного поста села Зырянское до устья, речной подбассейн реки — Чулым. Речной бассейн реки — (Верхняя) Обь до впадения Иртыша.
Код водного объекта — 13010400312115200021810.